# Sing Little Birdie

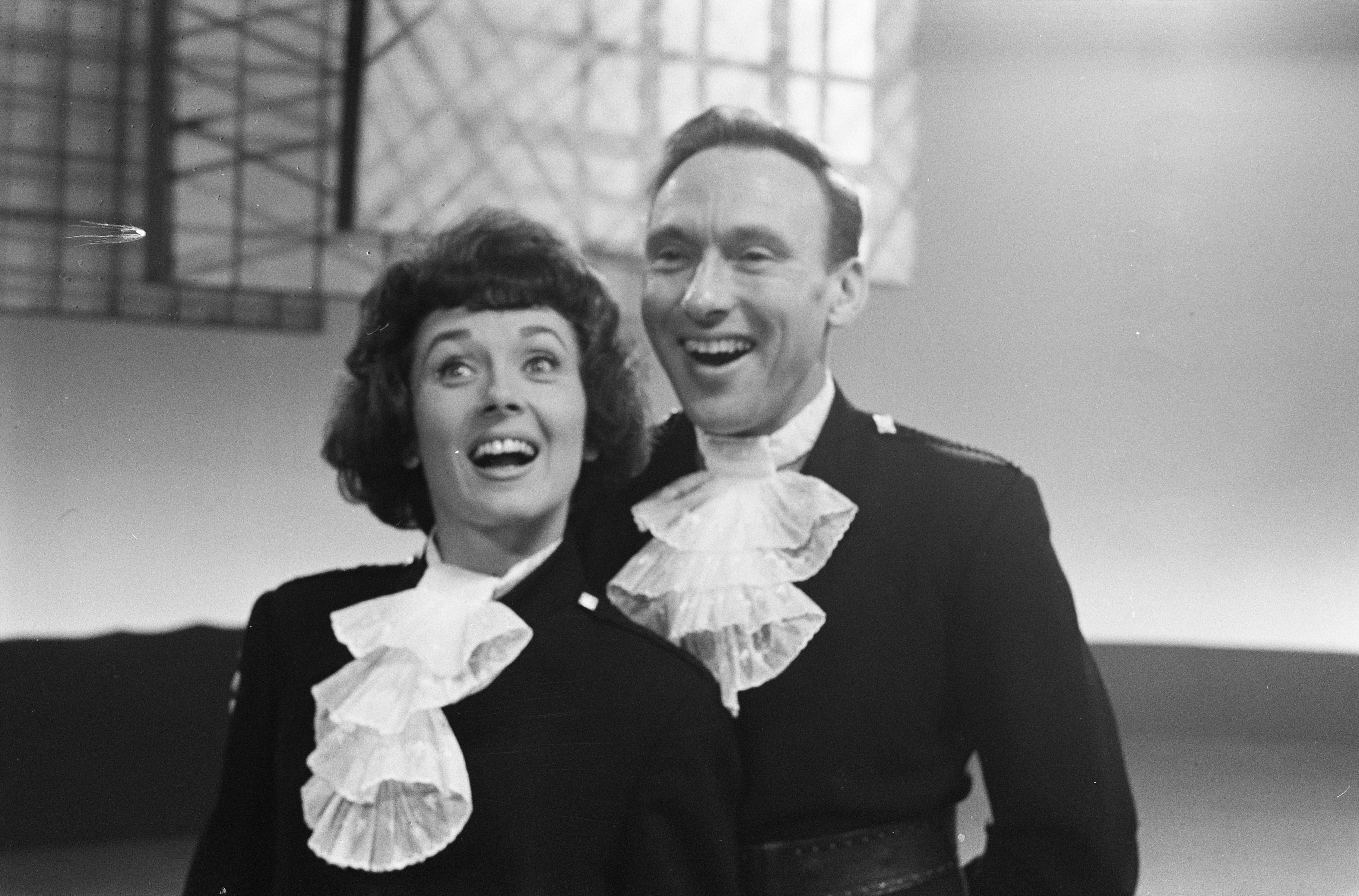
Pearl Carr y Teddy Johnson, intérpretes de la canción, en 1962.

«Sing Little Birdie» (en español: «Canta, pequeño pajarito») es una canción compuesta por Stan Butcher e interpretada en inglés por Pearl Carr y Teddy Johnson. Se lanzó como sencillo en 1959 mediante Columbia Records. Fue elegida para representar al Reino Unido en el Festival de la Canción de Eurovisión de 1959 tras ganar la final nacional británica, Eurovision Song Contest of 1959 - British Finals.

## Festival de la Canción de Eurovisión 1959

### Selección
«Sing Little Birdie» calificó para representar al Reino Unido en el Festival de la Canción de Eurovisión 1959 tras ganar la final nacional británica, Eurovision Song Contest of 1959 - British Finals.

### En el festival
La canción participó en el festival celebrado en el Palacio de Festivales y Congresos de Cannes el 11 de marzo de 1959, siendo interpretada por los cantantes británicos Pearl Carr y Teddy Johnson. La orquesta fue dirigida por Eric Robinson.
Fue interpretada en décimo lugar, siguiendo a Austria con Ferry Graf interpretando «Der k. und k. Kalypso» (‘El calipso imperial y real’) y precediendo a Bélgica con Bob Benny interpretando «Hou toch van mij». Al final de las votaciones, la canción recibió 16 puntos, obteniendo el segundo puesto de 11.